# Tunápolis
Tunápolis é um município Brasileiro pertencente ao Extremo Oeste do estado de Santa Catarina. Traz destaque a produção agropecuária e produção de cereais e alimentos. É uma pequena cidade, com menos de 5.000 habitantes, localizada na divisa com a Argentina, tem boa parte do território conservada com mata nativa e riachos, e pouco potencial turístico explorado.

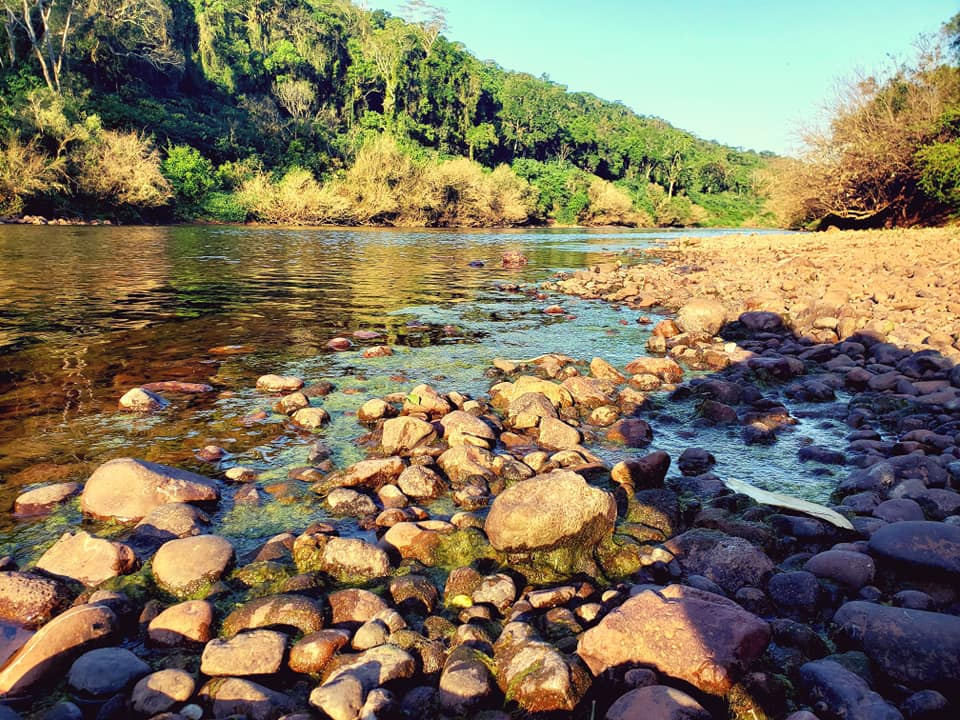
Rio Peperi Guaçu, divisa com Argentina

Foi emancipada do município de Porto Novo (atual Itapiranga) no ano de 1989, tendo como uma das lideranças do movimento de emancipação e em 1990 se tornando primeiro prefeito de Tunápolis, Bertilo Wiggers.
O município de Tunápolis atualmente é dividido em 11 comunidades e 1 centro administrativo onde está localizada a prefeitura municipal: São Pedro, Fátima, São Sebastião, São José, Pitangueira, Raigão Baixo, São Jorge, Bonita, Canaleta, Raigão Alto e Sete Tombos.
A atual gestão começou em 2021 e termina em 2024 (de acordo com o Sistema eleitoral do Brasil) tendo como prefeito eleito em 2020, Marino José Frey (PP) e vice-prefeito, Loivo Zoz (PSD).

## Geografia
Localiza-se a uma latitude 26º58'08" sul e a uma longitude 53º38'21" oeste, estando a uma altitude de 430 metros. Sua população estimada em 2010 era de 4.633 habitantes.
O município de Tunápolis faz divisa ao Norte com Santa Helena, ao Sul com Itapiranga, ao Leste com Iporã do Oeste, ao Oeste com a República Argentina e ao Sudeste com o município de São João do Oeste.

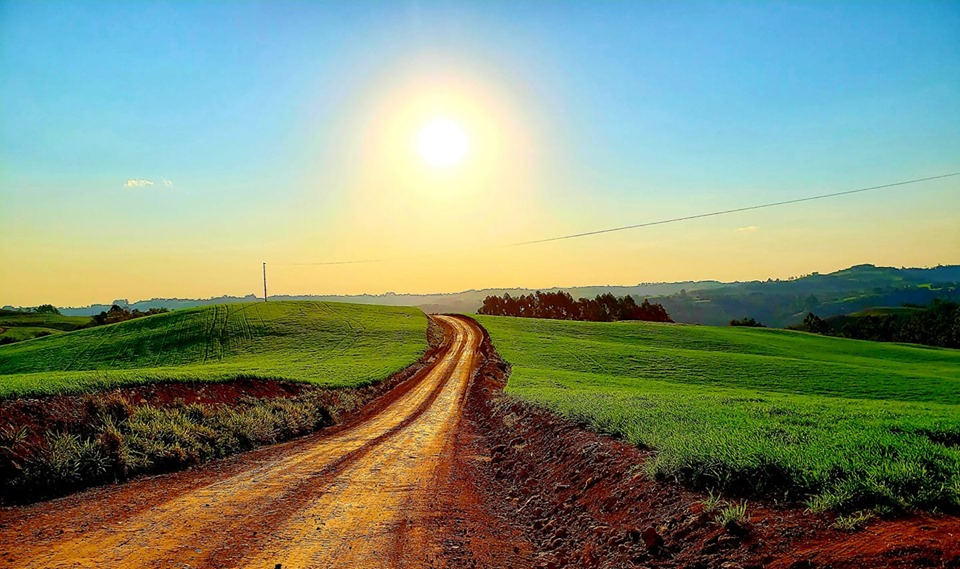
Paisagem rural de Tunápolis

O relevo de Tunápolis é constituído de planaltos com morros e vales, lagoas como de linha Tunas e linha Fátima, banhado pelos rios Peperi-Guaçu, Macaco Branco, Jundiá e Lajeado Tunas.
A lei municipal n° 02/61 do município de Itapiranga criou o distrito de Tunas. mais de duas décadas depois, sob a lei n° 7.583/89, de 26 de abril de 1989 foi emancipado o município de Tunas que no mesmo ano, em 4 de setembro, pela lei 7.649/89 passou a se chamar Tunápolis.
Tunápolis é constituída além de sua sede, por onze comunidades: Bonita, Canaleta, Fátima, Pitangueira, Raigão Alto, Raigão Baixo, São Jorge, São José, São Pedro, São Sebastião e Sete Tombos. A economia municipal é baseada na agricultura, com 3.215 pessoas distribuídas em 548 propriedades rurais, sendo a agricultura responsável por 87,29% das movimentações financeiras do município (segundo o censo agropecuário de 2017).
Em geral, a movimentação financeira tunapolitana de 2017 foi de R$ 233.586.416,34, sendo a participação do agro rural responsável por R$ 203.892.628,54.

## Política

### Lista de Prefeitos e vice-prefeitos de Tunápolis
1° Prefeito: Bertilo Wiggers (PDT), 1990- 1992
2° Prefeito: Marino José Frey (PFL), 1993- 1996
3° Prefeito: Bertilo Wiggers (PFL), 1997- 2000
4° Prefeito: Arno Muller (PMDB), 2001- 2004
5° Prefeito: Adenor Vicente Wendling (PT), 2005- 2008
6° Prefeito: Enoí Scherer (PPS), 2009- 2012
[Reeleição] Enoí Scherer (PSD), 2013- 2016
7° Prefeito: Renato Paulata (PT), 2017- 2020
8° Prefeito: Marino José Frey (PP), 2021- até a atualidade
Atual Governo de Tunápolis
Atualmente, o município de Tunápolis é governado pelo prefeito Marino Frey, do Progressistas e vice-prefeito Loivo Zoz, do PSD. O mandato atual dura até o final de 2024.
Marino José Frey já havia governado o município de Tunápolis anteriormente como 2° Prefeito Municipal, no mandato de 1993 à 1996. E Loivo já havia sido vereador pelo município na legislatura 2017-2020.
A chapa tomou posse no dia 1° de janeiro de 2021, junto com os secretários nomeados pelo prefeito.
Secretários e secretarias Municipais - Tunápolis
O município de Tunápolis possui 6 secretarias dentro da cúpula do governo municipal. São os titulares dos cargos:
Secretária de Educação, Cultura, Esporte e Turismo: Naíssa Schaurich
Secretário da Administração, Finanças e Planejamento: Jackson Scherer
Secretária da Agricultura e Meio Ambiente: Dircelei Arenhardt
Secretário de Transportes, Obras e Urbanismo: Adriano Gassen
Secretária da Saúde e Bem Estar Social: Roseli Bonavigo
Secretário da Indústria e Comércio: Sérgio Eidt

### Câmara Municipal de Vereadores de Tunápolis
A 9a Legislatura da Câmara vai de 2021 até 2024 sendo os vereadores titulares:
Presidente da Câmara: Aloisio Lehmen (PSD)
Vice-Presidente da Câmara: Elisabeth Scherer(PSD)
1° Secretário: Fernando Weiss (PSD)
2° Secretário: Gustavo Lawisch (PL)
Leandro Bortolini (PSD)
Arno Muller (MDB)
Volnei Paulo Deters (PT)
Neide Scherer Bamberg (MDB)
Renato Gluitz (PSD)

## Religião
| Religião             | %    |
| -------------------- | ---- |
| Catolicismo          | 96,2 |
| Protestantismo       | 2,8  |
| Testemunhas de Jeová | 0,8  |
| Outras               | 0,1  |
| Sem religião         | 0,1  |

## História
A colonização de Tunápolis se iniciou no início da década de 1950 quando a companhia Volksverein (Sociedade União Popular do Rio Grande do Sul) iniciou a comercialização de lotes de terra na região. Adotava-se critérios para a compra desses lotes, a família deveria ser de origem germânica e de religião cristã-católica. Imigrantes alemães, quando vieram colonizar a região de Porto Novo (atual Tunápolis) encontraram cactus da espécie "tunas", daí a origem do nome Tunápolis. A fundação oficial se deu no dia 20 de setembro de 1951 quando foi realizada a primeira missa pelo padre Balduíno Schneider, que escolheu como padroeira de Tunápolis, a Santíssima Trindade.
No ano seguinte, os pioneiros de origem alemã, vindo do Rio Grande do Sul, se fixaram em Tunápolis. Mais colonos alemães vieram do RS para habitar o local nos anos seguintes, junto a suas famílias. Os principais motivos da imigração foram as terras férteis e boas condições climáticas que se encontravam em Tunas. A colonização do local se deu lentamente e com muitas dificuldades, poucas famílias gozavam de um bom poder econômico e as construções das moradias eram feitas com madeira.
Apesar de grande parte da abertura do território, dentro a mata e estradas ter sido realizada por mão de obra cabocla, os mesmos sofreram preconceito e discriminação por parte dos colonizadores alemães.
Inicialmente a região que hoje compreende Tunápolis, pertencia ao município de Porto Novo (atual Itapiranga) e só em 1961 foi elevada à condição de distrito. Nesse período a economia de Tunas se devia a agricultura e principalmente a extração de madeira. Aos poucos, com as extrações de grande parte das árvores nativas da região, a economia foi se direcionando ao cultivo de milho, feijão, mandioca, batatas, fumo e soja.
Desde o início quando só se comercializavam terras para alemães católicos, a religião teve forte influência em Tunas. Os colonizadores ergueram igrejas em suas comunidades e na sede, o que demonstra a fé católica na região. A primeira igreja na sede de Tunas foi inaugurada em 16 de maio de 1954, e em 20 de setembro de 1970 foi instalada a paróquia Santíssima Trindade pelo bispo Dom José Gomes. Em 1976 foi inaugurada a atual igreja.
Com o passar do tempo, novos imigrantes de outras confissões religiosas habitaram a região, onde construíram seus locais religiosos. Mesmo assim continuou havendo um clima harmonioso entre os grupos religiosos.
No final da década de 1980, houve um sentimento de insatisfação com Itapiranga devido a distância em relação a sede e o tratamento dispensado pelo município-mãe. Esse sentimento se transformou na necessidade de emancipação de Tunas, isso culminou na realização de um plebiscito em 19 de setembro de 1988, que resultou em 95% de apoio ao processo emancipatório.
E em 26 de abril de 1989 se transformou em um município, denominado Tunas. Todavia, em 4 de setembro desse mesmo ano, passou a se chamar Tunápolis.
Atualmente, a economia tunapolitana se baseia na agropecuária de suinicultura, avicultura, bovinocultura de leite, bovinocultura de corte, ovinocultura, produção de cereais e alimentos. Na parte urbana, possui um comércio relativamente forte, indústria moveleira e metalúrgicas.
Em 1993 foi realizada a primeira edição da Efacitus (Exposição Feira Agropecuária Comercial e Industrial de Tunápolis) inicialmente baseada no correto manejo de terneiras para a elevação da qualidade genética, mas com o passar do tempo abriu maiores espaços para o comércio, agricultura e agropecuária em geral, indústria e cultura.
O município de Tunápolis, tem 5 grupos de coral concentrados nas comunidades e sede; fanfarra municipal, escola de música, escola de danças e grupo de patinação.
Desde 1991 o CTG Última Porteira preserva a cultura gaúcha trazida pelos colonizadores do Rio Grande do Sul para Tunápolis.